# Myiozetetes
Myiozetetes är ett fågelsläkte i familjen tyranner inom ordningen tättingar. Släktet omfattar fyra arter med utbredning från Mexiko till nordöstra Argentina:
- Rostvingad tyrann (M. cayanensis)
- Rödkronad tyrann (M. similis)
- Gråkronad tyrann (M. granadensis)
- Gråhalsad tyrann (M. luteiventris)